# تفنگدار (فیلم ۲۰۰۱)
تفنگدار (به انگلیسی: The Musketeer) یک فیلم اکشن-ماجراجویی آمریکایی محصول سال ۲۰۰۱ که بر اساس رمان کلاسیک الکساندر دوما به نام «سه تفنگدار» در سال ۱۸۴۴ به کارگردانی و فیلمبرداری پیتر هایمز با بازی کاترین دنو، مینا سوواری،  و جاستین چیمبرز است.
این فیلم که تنها چند روز قبل از حملات ۱۱ سپتامبر اکران شد، در باکس آفیس در آمریکای شمالی موفق بود، اما در کشورهای دیگر به اندازه کافی خوب عمل نکرد. این فیلم همچنین نقدهای منفی زیادی از سوی منتقدان دریافت کرد.

## داستان
دارتانیان تلاش می‌کند انتقام قتل پدر و مادر خود را گرفته و با نیرویی که کشور فرانسه را به هرج و مرج کشانده مقابله کند.

## بازیگران
- جاستین چیمبرز در نقش دارتانیان
- تیم راث در نقش فبر، مرد سیاه پوش
- استیون ری در نقش کاردینال ریشلیو
- مینا سوواری در نقش فرانسسکا بوناسیوکس
- کاترین دنو در نقش ملکه آن
- دنیل مسگویش در نقش لوئی سیزدهم
- ژان-پیر کاستالدی در نقش پلانچت
- نیک موران در نقش آرامیس
- استیو اسپیرز در نقس پروتوس
- یان-گرگور کرمپ در نقش آتوس
- مایکل بایرنه در نقش ترویل
- دیوید اسکوفیلد در نقش راشفورت
- جرمی کلاید در نقش لرد باکینگهام
- بیل ترشر در نقش آقای بوناسیوکس
- سیلا شلتون در نقش خانم لاکروس